# Daniela Todorova
Daniela Todorova –en búlgaro, Даниела Тодорова– (18 de octubre de 1980) es una deportista búlgara que compitió en atletismo adaptado. Ganó una medalla de bronce en los Juegos Paralímpicos de Pekín 2008 en la prueba de lanzamiento de jabalina (clase F54-56).

## Palmarés internacional
| Juegos Paralímpicos | Juegos Paralímpicos | Juegos Paralímpicos | Juegos Paralímpicos |
| Año                 | Lugar               | Medalla             | Prueba              |
| ------------------- | ------------------- | ------------------- | ------------------- |
| 2008                | Pekín (China)       | Medalla de bronce   | Jabalina F54-56     |